# Sukoharjo Jaya
Sukoharjo Jaya is een bestuurslaag in het regentschap Indragiri Hilir van de provincie Riau, Indonesië. Sukoharjo Jaya telt 202 inwoners (volkstelling 2010).